# Сура Аль-Бакара
Сура Аль-Бакара (араб. سورة البقرة) або Корова — друга сура Корану. Мединська сура, що складається з 286 аятів.
Сура Аль-Бакара — найдовша сура Корану. Вона починається з докладного роз'яснення думок, викладених наприкінці сури Фатіха. У сурі підкреслюється, що Коран є керівництвом посланим Аллахом богобоязливим. У ній йдеться про віруючих, до яких Аллах прихильний і про невірних лицемірів, що накликали на себе гнів Аллаха.